# Lipno (Prudnik)
Lipno (Lipy, niem. Linden) – część miasta Prudnik, leżąca na prawym brzegu rzeki Prudnik, na południe od centrum miasta.

## Geografia

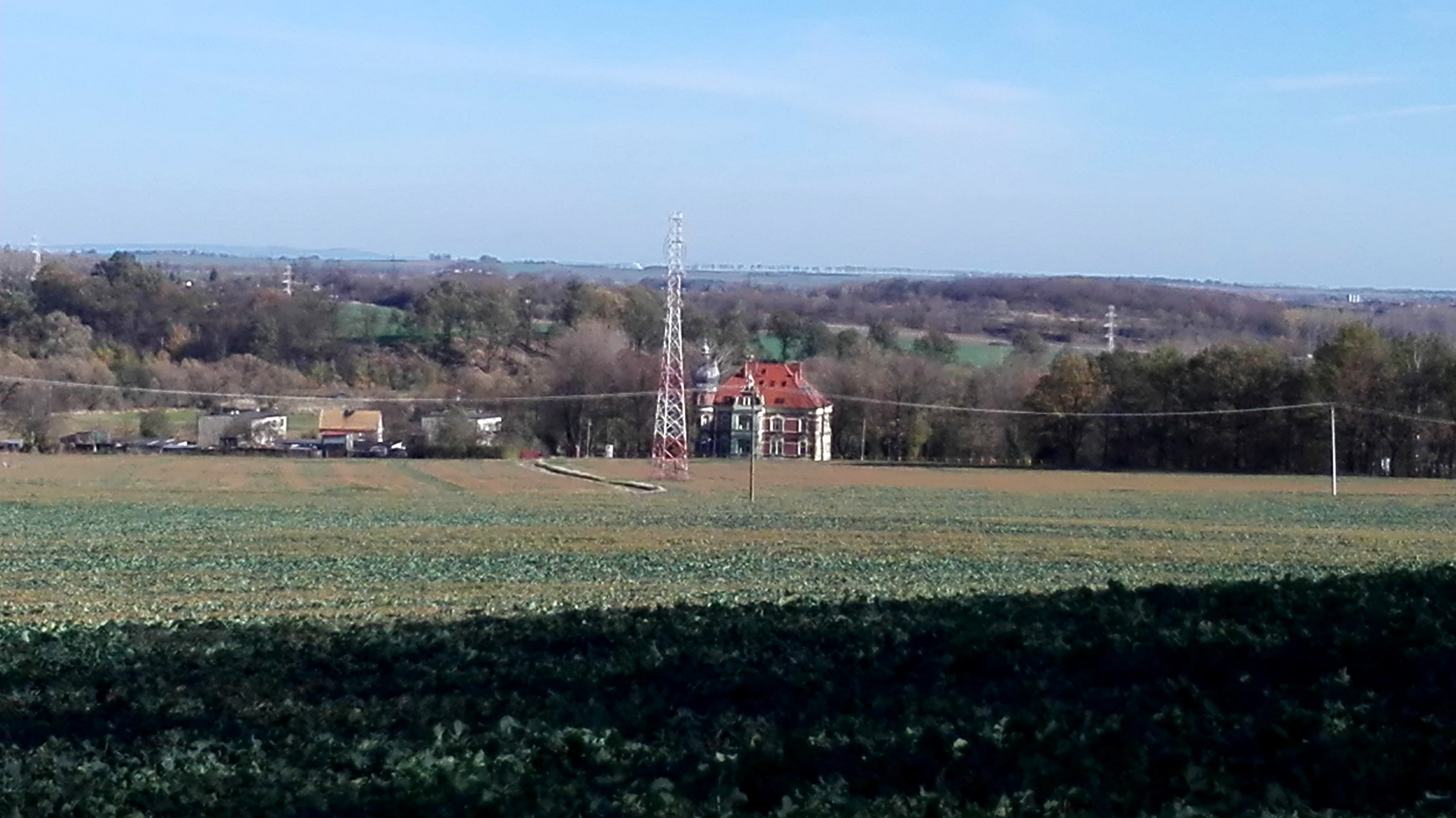
Widok na Lipno z podnóża Kaplicznej Góry

Lipno znajduje się około 1,8 km na południe od centrum Prudnika i około 3,2 km od granicy z Czechami, wzdłuż ulicy Józefa Poniatowskiego, w dolinie rzeki Prudnik, w północno-wschodniej części Gór Opawskich. Zajmuje Kozią Górę i Kapliczną Górę. Na wschód od Lipna znajduje się Młyn Czyżyka.

## Historia

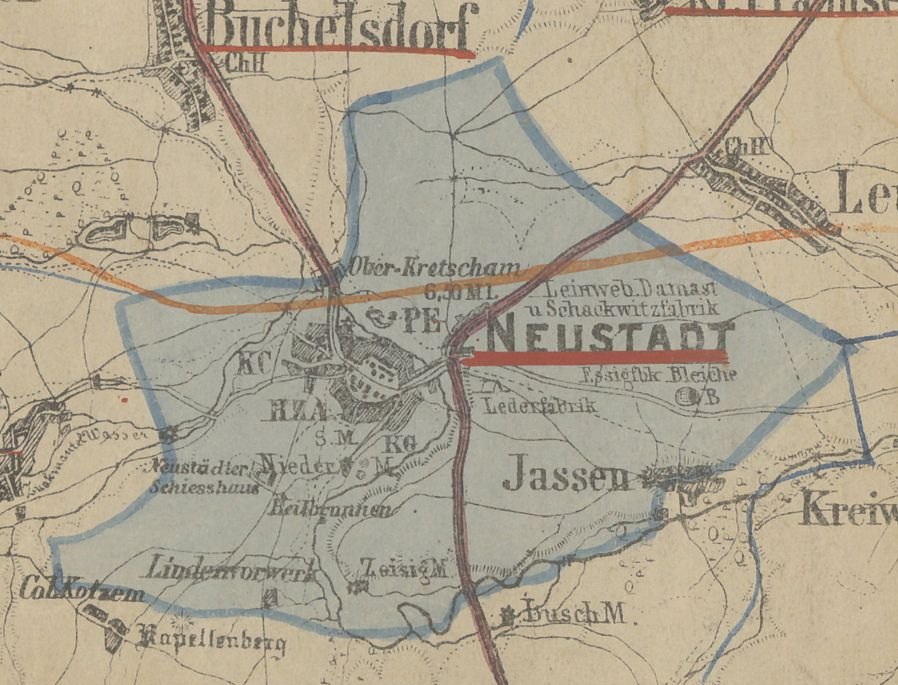
Lindenvorwerk w granicach administracyjnych Prudnika na mapie z 1880

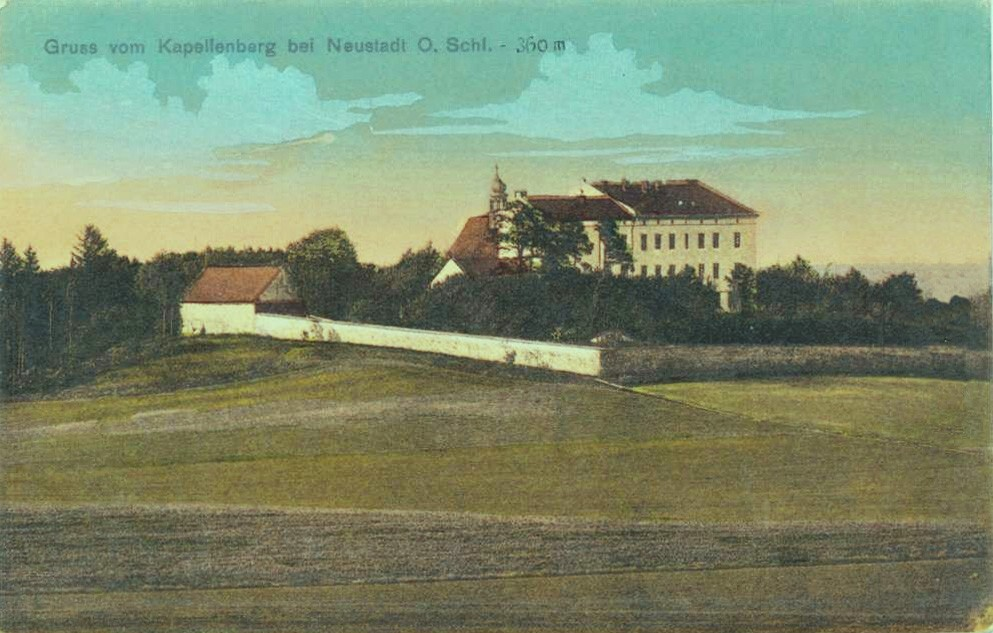
Sanktuarium Matki Bożej Bolesnej (1910)

### Czasy niemieckie
W XVIII wieku na południe od centrum Prudnika wybudowany został folwark. Liczył on 1,62 km². W najstarszych przekazach kartograficznych występuje pod nazwą Piltz Vorwerk lub Buchen Vorwerk. Później nazywany był Lindenvorwerk, czyli Lipowy Folwark. Około 1780 roku w jego okolicy wybudowano kapliczkę poświęconą św. Antoniemu.
W 1751 na szczycie Kaplicznej Góry Paweł Weidinger, wybudował murowaną kaplicę pw. św. Onufrego. W 1753 postawiono murowaną pustelnię, stanowiąca zalążek klasztoru Kapucynów. Wzgórze zyskiwało religijną popularność wśród wiernych z okolicznych miejscowości. Sława pustelni rosła, jeszcze w XVIII wieku powstało tu sanktuarium Matki Bożej Bolesnej, odwiedzanej licznie przez okoliczną ludność z Prus i Austrii był tu m.in. biskup wrocławski Filip Schaffgotsch. Po sekularyzacji zakonów w państwie pruskim w 1819 roku władze kościelne urządziły w byłym klasztorze zakład karno-poprawczy dla księży. Inspektorem w nim był Bonawentura Menzel.
W maju 1847 w folwarku Lipno wybuchł pożar, w którym zginęło 100 owiec.
Z czasem właścicielami folwarku została mieszczańska rodzina Fipperów, która wybudowała cegielnię w jego okolicy. W 1899 wybudowali okazały pałac. W 1896 na terenie Lipna oddano do użytku oczyszczalnię ścieków.
W 1927 Lipno zamieszkiwały 64 osoby. W latach 30. XX wieku między Lipnem i klasztorem franciszkanów urządzono poligon wojskowy.

### Czasy polskie
Po zakończeniu II wojny światowej w okolicy Lipna doszło do strzelanin między Armią Czerwoną i niemieckimi partyzantami. Między 15 i 18 maja 1945 w Lipnie wybuchł szereg pożarów. Do Lipna przyjechała komisja rewindykacyjna Ministerstwa Kultury i Sztuki w poszukiwaniu dóbr kultury ukrytych przez Günthera Grundmanna. Zabudowania sanktuarium Matki Bożej Bolesnej doprowadzono do całkowitej ruiny. Zabudowania zostały uszkodzone wskutek ostrzału artyleryjskiego w 1945 roku, a następnie dewastowane przez wojsko z pobliskiego poligonu i okolicznych mieszkańców. W obecnym czasie na obszarze wzniesienia można znaleźć resztki murów budynków i dawnych kapliczek.
W 1946 do gospodarstwa w Lipnie została wywieziona na żniwa młodzież z Kórnicy, Komornik i Łowkowic.
W czasach PRL-u na Lipnie wybudowane zostały bloki mieszkalne. 1 października 1948 r. nadano miejscowości, wówczas administracyjnie związanej z Prudnikiem, polską nazwę Lipno. W spisie gromad i miejscowości w powiecie prudnickim na dzień 1 stycznia 1953 wymieniono łącznie Lipno i Górkę jako przedmieście Prudnika pod nazwą Lipy-Górka. Nazwa Lipno ma charakter martwy. Mieszkańcy Prudnika używają wyłącznie nazwy Lipy. Taka też nazwa dominuje w literaturze krajoznawczej i turystycznej.

## Zabytki

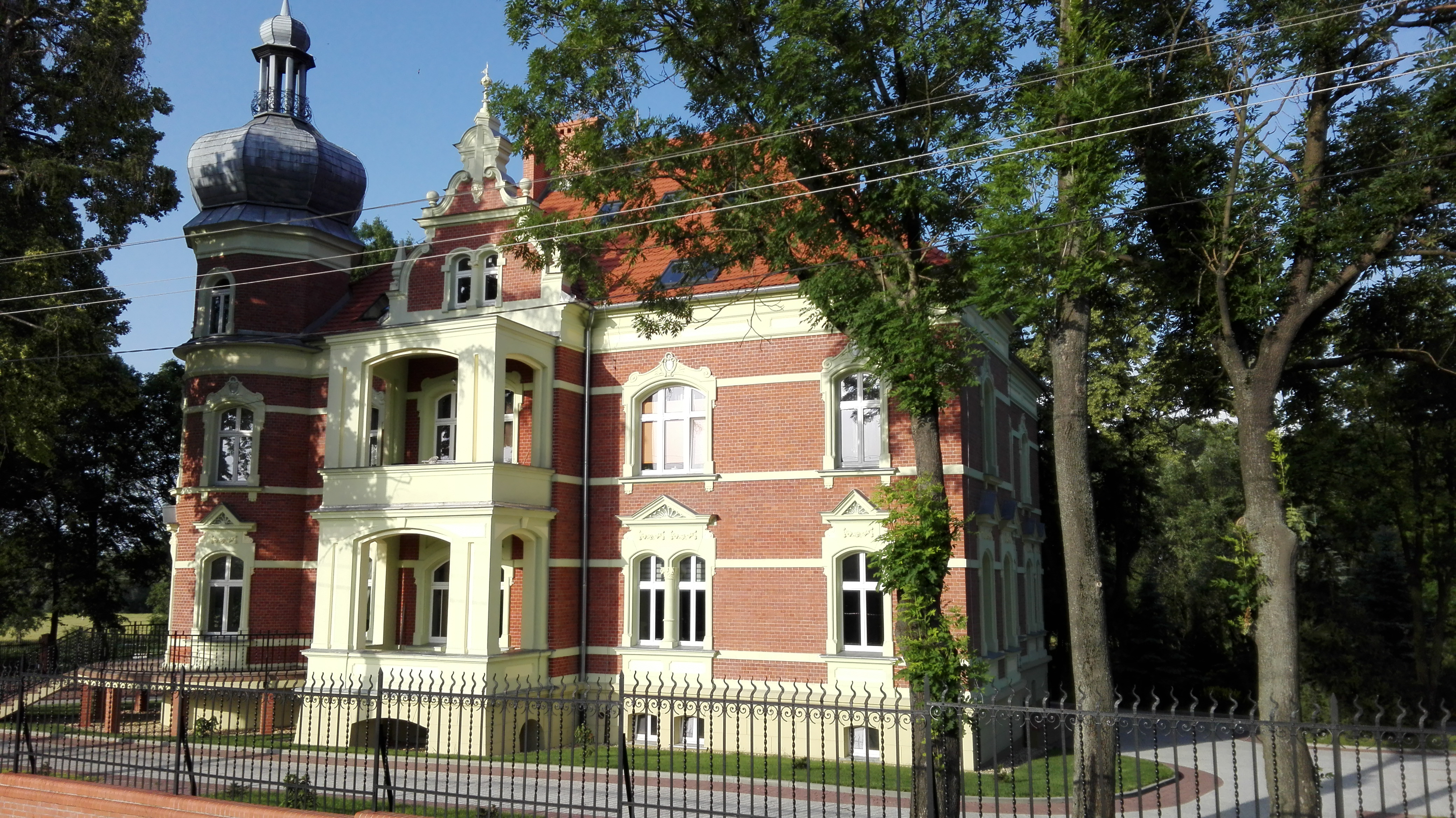
Pałac Fipperów

Do wojewódzkiego rejestru zabytków wpisane są:
- ruina klasztoru, z XVIII w.
- kapliczka przydrożna pod wezwaniem św. Antoniego, ul. Poniatowskiego 17 (d. Wiejska), z XVIII w.

inne zabytki:
- pałac
- klasztor franciszkanów

## Gospodarka

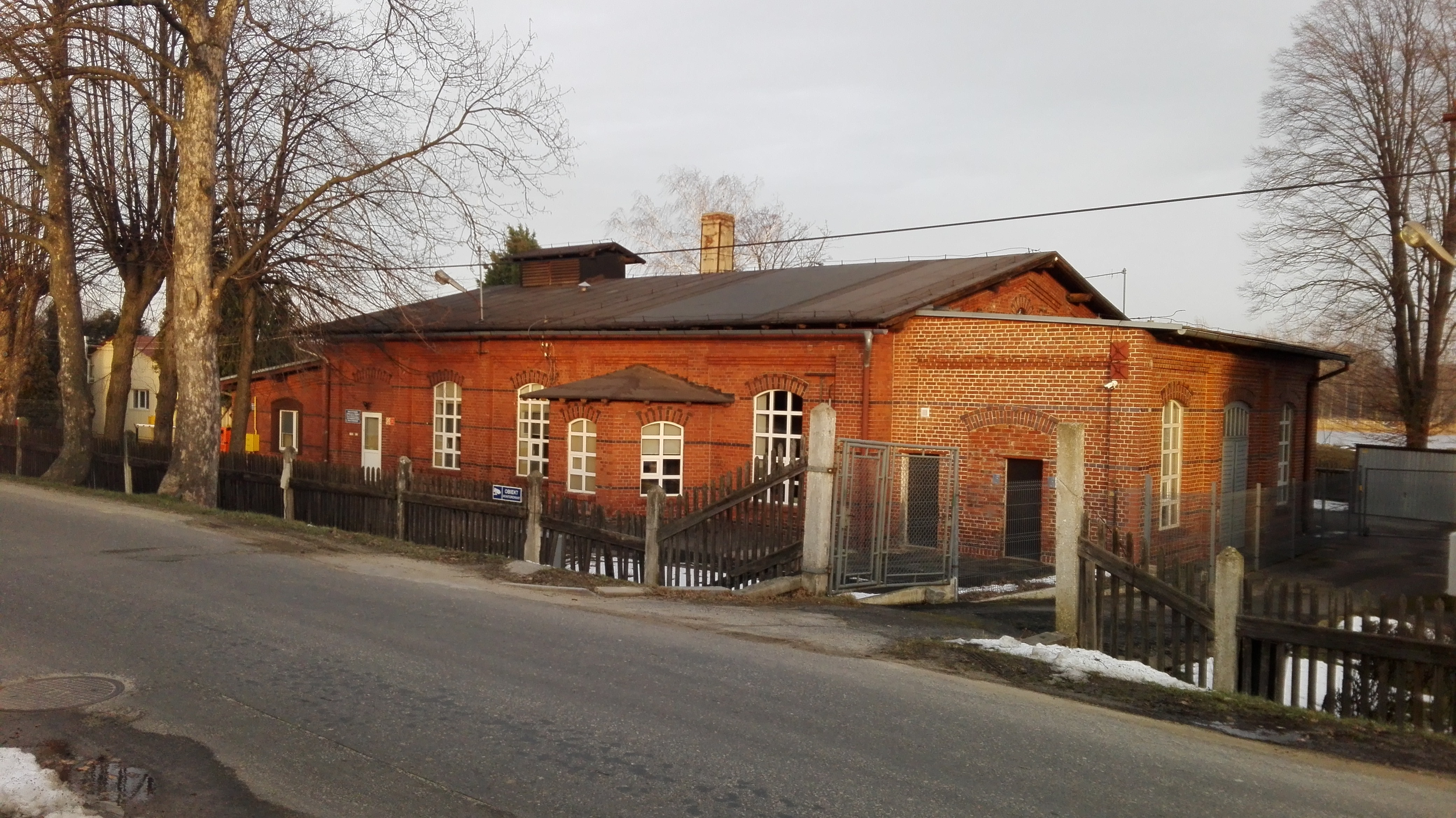
Siedziba ZWiK

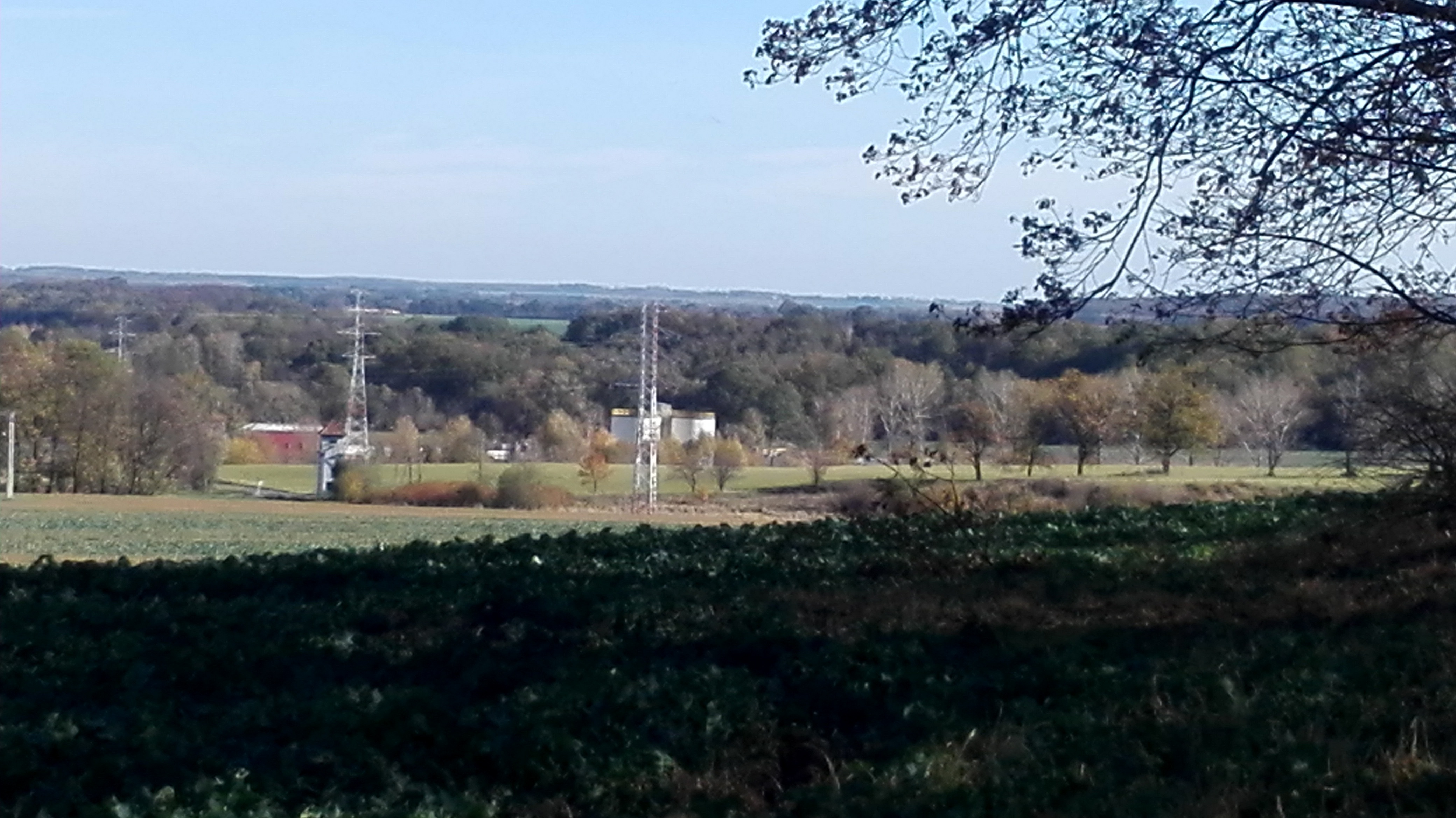
Miejska Oczyszczalnia Ścieków na Lipnie

Na Lipnie działało państwowe gospodarstwo rolne – Stadnina Koni Prudnik. Od 1994 działa jako Stadnina Koni Prudnik Sp. z o.o.
Przy ul. Poniatowskiego 1 swoją siedzibę ma Zakład Wodociągów i Kanalizacji Jednoosobowa Spółka Gminy Prudnik z o.o.

## Kultura
Na Lipnie organizowane są imprezy o charakterze regionalnym i krajowym, między innymi:
- Zlot Motocyklowy[22]
- Mistrzostwa Ziemi Opolskiej Nordic Walking[23]
- Maraton MTB[24]
- Międzynarodowe Mistrzostwa Polski w Półmaratonie Górskim Nordic Walking[25]

## Religia
W południowej części Lipna znajduje się zespół klasztorny franciszkanów wraz z kościołem pod wezwaniem św. Józefa.
Przy ul. Poniatowskiego znajduje się zabytkowa kapliczka przydrożna św. Antoniego z ok. 1780. Posługę duszpasterską nad nią pełnią zakonnicy z Klasztoru Zakonu Braci Mniejszych.
W latach 1743–1945 na Kaplicznej Górze znajdowało się sanktuarium Matki Bożej Bolesnej.

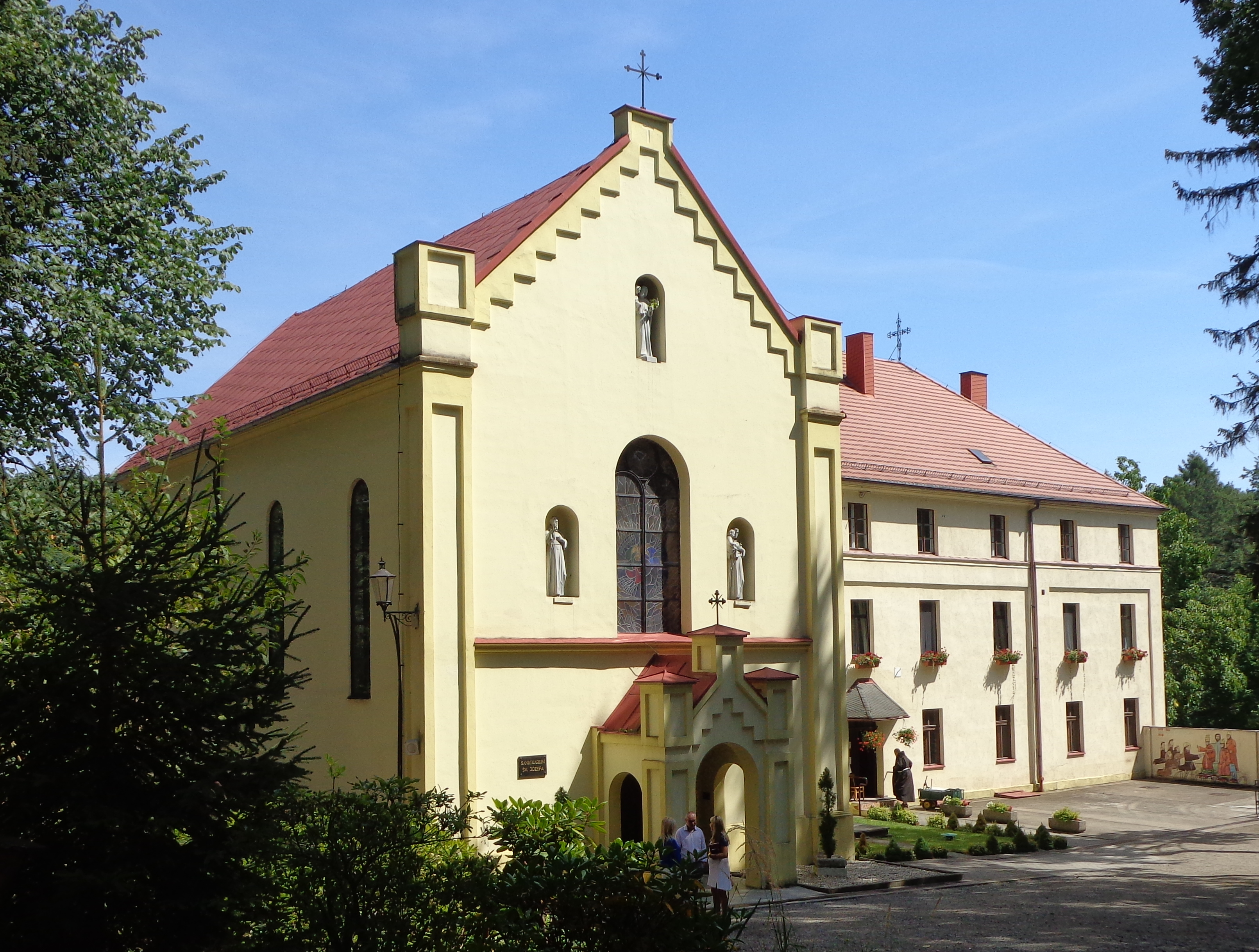
Kościół św. Józefa (2018)
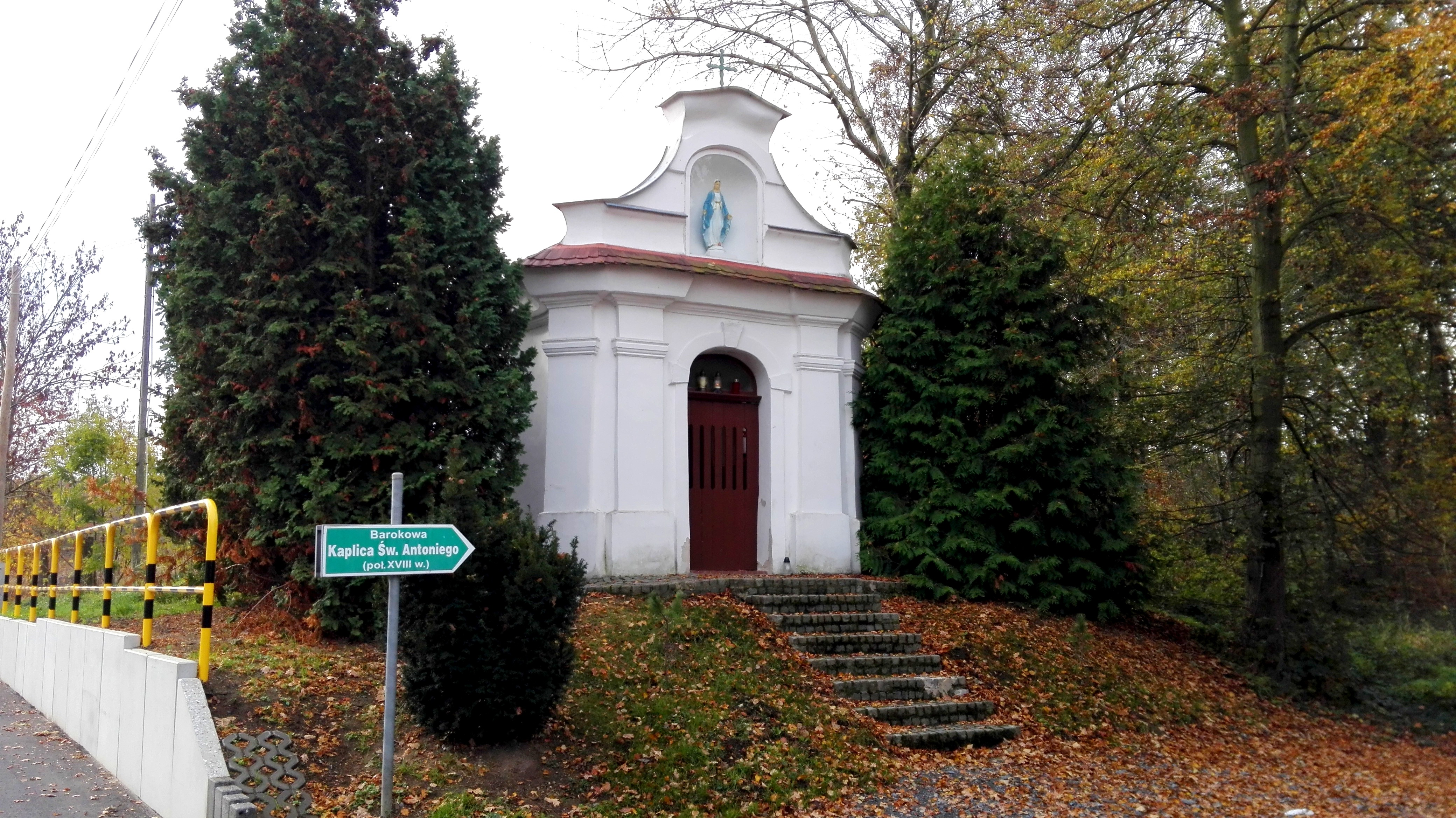
Kapliczka przydrożna pod wezwaniem św. Antoniego (2018)
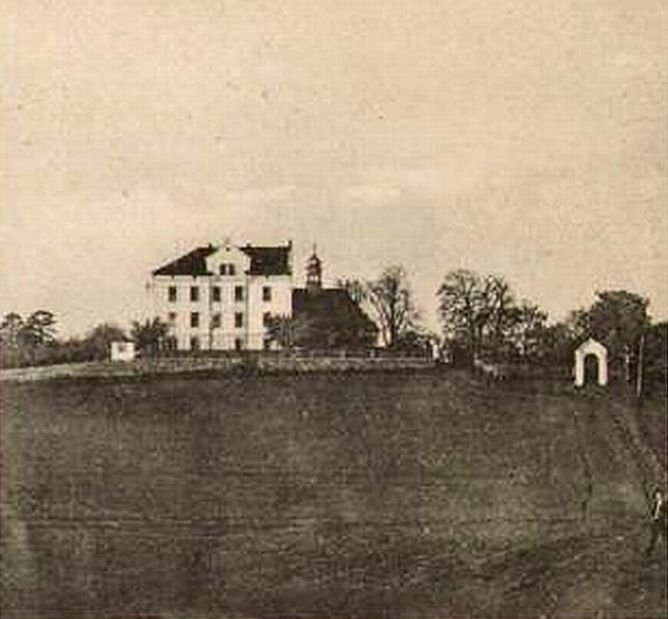
Sanktuarium Matki Boskiej Bolesnej (1904)

## Turystyka

### Szlaki turystyczne
Przez Lipno prowadzą szlaki turystyczne:
- Główny Szlak Sudecki im. Mieczysława Orłowicza (440 km): Prudnik – Świeradów-Zdrój
- „Szlak Historyczny Lasów Królewskiego Miasta Prudnik” (17,5 km): Park Miejski w Prudniku – stare dęby w Prudniku – Kapliczna Góra – Kobylica – Dębowiec – rozdroże pod Trzebiną – Sanktuarium św. Józefa w Prudniku–Lesie – Lipno – Park Miejski w Prudniku

### Szlaki rowerowe
Przez Lipno prowadzi szlak rowerowy:
- Trasa rowerowa PTTK nr 60-c: Prudnik – Prudnik, Osiedle Tysiąclecia – Lipno – Prudnik-Las – Dębowiec – Pokrzywna – Jarnołtówek – Konradów – Głuchołazy – Kolonia Jagiellońska – Gierałcice – Biskupów – Burgrabice – Kijów – Gościce

## Ludzie związani z Lipnem
- Anna Myszyńska (1931–2019), pisarka i poetka tworząca w śląskiej gwarze
- Stanisław Szozda (1950–2013), kolarz szosowy, dwukrotny wicemistrz olimpijski